# Список запусків Р-7
Список запусків ракет-носіїв сімейства Р-7.
Оскільки весь список занадто великий, то його розділено на кілька менших:
- Список запусків Р-7 (1957-1959)
- Список запусків Р-7 (1960-1964)
- Список запусків Р-7 (1965-1969)
- Список запусків Р-7 (1970-1974)
- Список запусків Р-7 (1975-1979)
- Список запусків Р-7 (1980-1984)
- Список запусків Р-7 (1985-1989)
- Список запусків Р-7 (1990-1994)
- Список запусків Р-7 (1995-1999)
- Список запусків Р-7 (2000-2004)
- Список запусків Р-7 (2005-2009)
- Список запусків Р-7 (2010-2014)